# جيرارد أوماهوني
جيرارد أوماهوني (بالإنجليزية: Gerard O'Mahony) (مواليد 17 مارس 1979) هو ملاكم أسترالي، مثّل بلاده في الألعاب الأولمبية الصيفية في دورتي 2004 و2008.

## روابط خارجية
جيرارد أوماهوني على موقع بوكس ريك (الإنجليزية) (registration required)
- جيرارد أوماهوني على موقع أوليمبيديا (الإنجليزية)
- جيرارد أوماهوني على موقع اللجنة الأولمبية الأسترالية (الإنجليزية)
- جيرارد أوماهوني على موقع دورة ألعاب الكومنولث 2006 (مؤرشف) (الإنجليزية)